# Aino-Kaisa Saarinen
Aino-Kaisa Saarinen (* 1. Februar 1979 in Hollola) ist eine ehemalige finnische Skilangläuferin. Zu ihren größten Erfolgen zählen vier Weltmeistertitel 2007 und 2009 sowie zwei olympische Silbermedaillen 2014 in Sotschi.

## Werdegang
Saarinen gab am 7. März 1998 in Lahti ihr Debüt im Skilanglauf-Weltcup. Als 51. blieb sie dabei weit hinter den Punkterängen zurück. Ein Jahr später startete sie bei den Juniorenweltmeisterschaften 1999 in Saalfelden am Steinernen Meer. Über die 15 km im freien Stil lief sie als 23. ins Ziel. Zuvor war sie über die 5 km im klassischen Stil auf den 15. Platz gelaufen. Nachdem Saarinen bei den folgenden Weltcups nur zweimal in die Top 20 gelaufen war, startete sie zwischenzeitlich in Orsa zweimal im Skilanglauf-Continental-Cup. Nach zwei Top-10-Platzierungen kam sie zurück in den Weltcup-Kader. Am 4. Februar 2001 lief Saarinen in Nové Město na Moravě erstmals in die Top 10 in einem Weltcup.
Ein Jahr später bildete sie mit Annmari Viljanmaa erstmals ein Teamsprint-Duo und lief mit ihr in Lahti auf den neunten Platz. Am 10. März 2002 gehörte sie in Falun erstmals zur finnischen Damenstaffel, mit der sie auf den fünften Rang lief. In der Saison 2002/03 gelang Saarinen in Nové Město na Moravě mit der Staffel als Dritte der erste Podestrang ihrer Karriere im Weltcup. Bei der folgenden Weltmeisterschaft 2003 im Val di Fiemme kam sie im Massenstart nach 15 km als 25. ins Ziel. Im Sprint wurde sie 29., bevor sie im abschließenden 30-km-Einzelrennen als 22. über die Ziellinie lief. Im ersten Weltcup nach der Weltmeisterschaft am Holmenkollen in Oslo stand Saarinen als Dritte auch bei einem Einzelrennen erstmals auf dem Podium.
Am 29. März 2004 gewann Saarinen die finnische Meisterschaft im Rennen über 30 km im klassischen Stil. Über die gleiche Distanz wurde sie bei den Nordischen Skiweltmeisterschaften 2005 Vierte. Zudem wurde sie Achte im Sprint und Fünfte mit der Staffel. Im März stand sie als Zweite beim Sprint-Weltcup in Göteborg erneut auf dem Podium. Wenige Tage später gewann sie gemeinsam mit Kirsi Välimaa, Riitta-Liisa Roponen und Virpi Kuitunen in Falun ihren ersten Staffel-Weltcup.
In die Saison 2005/06 startete Saarinen mit einem zweiten Platz beim Sprint in Düsseldorf. Einen Monat später stand sie mit der Staffel in Beitostølen erneut auf dem Podium. Im Dezember 2005 startete sie für vier Rennen im Skilanglauf-Alpencup. Nach vier Top-10-Platzierungen, darunter drei Podiumsplätze kam sie zurück in den Weltcup-Kader und wurde neunte in Otepää. Bei den Olympischen Winterspielen 2006 in Turin gewann Saarinen gemeinsam mit Virpi Kuitunen die Bronzemedaille. Über die 10 km im klassischen Stil sowie mit der Staffel wurde sie Siebente. Nach dem 26. Platz im Sprint beendete sie das abschließende 30-km-Massenstartrennen auf dem 17. Platz. Gemeinsam mit Kuitunen startete Saarinen beim Teamsprint in Düsseldorf mit einem dritten Platz in die Saison 2006/07. Die gleiche Platzierung erreichte sie auch kurze Zeit später mit der Staffel in Gällivare. Einen weiteren Einzelpodestplatz feierte sie als Dritte im 10-km-Einzelrennen im italienischen Cogne. Die Tour de Ski 2006/07 beendete sie auf dem vierten Gesamtrang. Bei den folgenden Nordischen Skiweltmeisterschaften 2007 im japanischen Sapporo gewann sie mit Virpi Kuitunen, Riitta-Liisa Roponen und Pirjo Muranen im Staffelrennen ihren ersten Weltmeistertitel. Im Rennen über die 30-km-Einzeldistanz verpasste sie ihre erste Einzelmedaille und wurde Vierte.
Am 17. März 2007 feierte Saarinen in Oslo über die 30 km ihren ersten Weltcup-Sieg in einem Einzelrennen. Nach weiteren guten Platzierungen erreichte sie am Ende den fünften Rang im Gesamtweltcup. In der Distanzwertung sicherte sie sich den dritten Platz. An diesen Erfolg konnte sie zu Beginn der Saison 2007/08 nicht anknüpfen. Nach nur einem Podestrang in Davos ging sie bei der Tour de Ski 2007/08 an den Start, kam aber über den Gesamtrang 17 nicht hinaus, obwohl sie die 10-km-Etappe von Nové Město na Moravě gewinnen konnte. Ab Anfang Februar 2008 zeigte Saarinen wieder deutlich bessere Leistungen und erreichte bis zum Saisonende diverse Podestplätze, womit sie sich schlussendlich noch auf Rang neun im Gesamtweltcup platzieren konnte. In den Winter 2008/09 startete sie mit einem dritten Platz in Gällivare. In Kuusamo gewann sie über 10 km ihren zweiten Weltcup. Nur eine Woche später stand sie in La Clusaz auch mit der Staffel wieder ganz oben auf dem Podium. In der Tour de Ski 2008/09 konkurrierte sie mit ihrer Teamkollegin Kuitunen um den Gesamtsieg und musste sich am Ende nur um 7,2 Sekunden geschlagen geben. Eine Woche später gewann sie in Jämijärvi ihren zweiten finnischen Meistertitel.
Bei den Nordischen Skiweltmeisterschaften 2009 in Liberec konnte Saarinen über 10 km im klassischen Stil ihren ersten Weltmeistertitel in einer Einzeldisziplin gewinnen. Zudem gewann sie gemeinsam mit Kuitunen den Titel im Teamsprint. Einen Tag später konnte sie Gold mit der finnischen Staffel gewinnen. Beim Skilanglauf-Weltcup-Finale 2009 landete Saarinen auf dem 16. Platz. Im November 2009 feierte sie in Kuusamo einen weiteren Einzel-Weltcupsieg. Die Tour de Ski 2009/10 beendete Saarinen nach zwei zweiten und einem dritten Platz in den Etappen am Ende auf Rang vier der Gesamtwertung. Bei den Olympischen Winterspielen 2010 in Vancouver gewann Saarinen im 30-km-Klassikrennen sowie gemeinsam mit Kuitunen, Muranen und Roponen im Staffelwettbewerb über 4 × 5 km jeweils die Bronzemedaille. Das Skilanglauf-Weltcup-Finale 2010 beendete sie als Neunte. In Kontiolahti gewann Saarinen einen weiteren nationalen Titel.
In den folgenden Winter 2010/11 startete Saarinen schwach und konnte sich auch bei der Tour de Ski 2010/11 nur schwer durchsetzen und wurde am Ende 13. der Gesamtwertung. Bei den folgenden Weltmeisterschaften 2011 im norwegischen Oslo stellte sie erneut ihre Qualität unter Beweis. So gewann sie über 10 km klassisch die Bronzemedaille. Im Teamsprint musste sie sich gemeinsam mit Krista Lahteenmaki nur den Schweden geschlagen geben und gewann Silber. Mit der Staffel gewann sie schließlich eine weitere Bronzemedaille. Die Saison beendete Saarinen auf Platz neun der Weltcup-Gesamtwertung.
Beim Nordic Opening 2011 in Kuusamo erreichte Saarinen den siebenten Platz. Im Januar 2012 gewann sie bei den Finnischen Meisterschaften zwei Silbermedaillen über 3,3 km im klassischen Stil und in der 10-km-Verfolgung. Zuvor war Saarinen auf den neunten Rang der Gesamtwertung der Tour de Ski 2011/12 gelaufen. In der Folge fiel es ihr schwer, an Erfolge der Vorjahre anzuknüpfen. Podestränge blieben aus. Im Januar 2013 wurde sie jedoch Dritte des Isergebirgslauf im Rahmen des Skilanglauf-Marathon-Cups. Bei den Weltmeisterschaften 2013 im Val di Fiemme startete Saarinen lediglich über die 30 km und belegte am Ende den 17. Platz. Im Weltcup lief Saarinen nur noch selten unter die besten zwanzig. Lediglich mit der Staffel konnte sie weitere Erfolge erreichen und stand als Zweite zu Beginn der Saison 2013/14 in Lillehammer erstmals wieder auf einem Weltcup-Podium.
Hingegen der vorangegangenen Ergebnisse gewann Saarinen gemeinsam mit Anne Kyllönen am 22. Dezember 2013 den Teamsprint von Asiago. Die Tour de Ski 2013/14 beendete sie als Neunte. Im folgenden Teamsprint, den sie mit Mona-Liisa Malvalehto bestritt lief Saarinen erneut aufs Podium und wurde Zweite. Bei den Olympischen Winterspielen 2014 im russischen Sotschi gewann Saarinen im Teamsprint sowie mit der Staffel je die Silbermedaille. Über die 10-km-Einzeldistanz verpasste sie eine Einzelmedaille als Vierte nur knapp. Auch an diese Leistungen konnte sie zurück im Weltcup-Geschehen nicht anknüpfen und zeigt eher schwache Leistungen. Auch bei den nationalen Meisterschaften blieben weitere Titel aus. Bei den Nordischen Skiweltmeisterschaften 2015 in Falun holte sie die Bronzemedaille mit der Staffel.
Nachdem sie zu Beginn der Saison 2015/16 das Nordic Opening in Ruka nur als 43. beendete, verließ sie den Weltcup-Kader und wurde nach diesem Ergebnis auch erstmals in ihrer Karriere nicht in der Gesamtwertung des Weltcups geführt. Zur Saison 2016/17 kam die mittlerweile 37-Jährige wieder zurück in den Weltcup. Die Tour de Ski 2016/17 beendete sie auf Rang 17 der Gesamtwertung. Anfang Februar 2017 wurde sie bei den finnischen Meisterschaften in Keuruu Dritte über 10 km klassisch. Bei den Nordischen Skiweltmeisterschaften 2017 in Lahti holte sie die Bronzemedaille mit der Staffel. Zudem belegte sie den 14. Platz im 30-km-Massenstartrennen und den fünften Rang zusammen mit Kerttu Niskanen. Zum Saisonende kam sie beim Weltcup-Finale in Québec auf den 19. Platz und erreichte den 24. Platz im Gesamtweltcup und den 21. Rang im Distanzweltcup. Nach Platz 32 beim Ruka Triple und Platz 15 bei der Tour de Ski 2017/18 zu Beginn der Saison 2017/18, wurde sie im Januar 2018 in Hakunila finnische Meisterin im Skiathlon. Bei den Olympischen Winterspielen 2018 in Pyeongchang lief sie auf den 25. Platz im Sprint, auf den 20. Rang im 30-km-Massenstartrennen und auf den vierten Platz mit der Staffel. Zum Saisonende kam sie beim Weltcupfinale in Falun auf den 23. Platz und erreichte den 22. Platz im Gesamtweltcup und den 19. Rang im Distanzweltcup.

## Siege bei Weltcuprennen

### Weltcupsiege im Einzel
| Nr. | Datum             | Ort     | Disziplin       |
| --- | ----------------- | ------- | --------------- |
| 1.  | 17. März 2007     | Oslo    | 30 km klassisch |
| 2.  | 30. November 2008 | Kuusamo | 10 km klassisch |
| 3.  | 29. November 2009 | Kuusamo | 10 km klassisch |

### Etappensiege bei Weltcuprennen
| Nr. | Datum          | Ort                  | Disziplin       | Rennen              |
| --- | -------------- | -------------------- | --------------- | ------------------- |
| 1.  | 2. Januar 2008 | Nové Město na Moravě | 10 km klassisch | Tour de Ski 2007/08 |

### Weltcupsiege im Team
| Nr. | Datum             | Ort           | Disziplin              |
| --- | ----------------- | ------------- | ---------------------- |
| 1.  | 20. März 2005     | Falun         | 4 × 5 km Staffel 1     |
| 2.  | 15. Januar 2006   | Val di Fiemme | 4 × 5 km Staffel 2     |
| 3.  | 7. Dezember 2008  | La Clusaz     | 4 × 5 km Staffel 3     |
| 4.  | 22. Dezember 2013 | Asiago        | Teamsprint klassisch 4 |

## Teilnahmen an Weltmeisterschaften und Olympischen Winterspielen

### Olympische Spiele
- 2006 Turin: 3. Platz Teamsprint klassisch, 7. Platz Staffel, 7. Platz 10 km klassisch, 17. Platz 30 km Freistil Massenstart, 26. Platz Sprint Freistil
- 2010 Vancouver: 3. Platz Staffel, 3. Platz 30 km klassisch Massenstart, 5. Platz 15 km Skiathlon, 13. Platz Sprint klassisch, 15. Platz 10 km Freistil
- 2014 Sotschi: 2. Platz Teamsprint klassisch, 2. Platz Staffel, 4. Platz 10 km klassisch, 5. Platz 15 km Skiathlon, 21. Platz 30 km Freistil Massenstart
- 2018 Pyeongchang: 4. Platz Staffel, 20. Platz 30 km klassisch Massenstart, 25. Platz Sprint klassisch

### Nordische Skiweltmeisterschaften
- 2001 Lahti: 11. Platz Sprint Freistil
- 2003 Val di Fiemme: 22. Platz 30 km Freistil, 25. Platz 15 km klassisch Massenstart, 29. Platz Sprint Freistil
- 2005 Oberstdorf: 4. Platz 30 km klassisch Massenstart, 5. Platz Staffel, 8. Platz Sprint klassisch, 30. Platz 15 km Skiathlon
- 2007 Sapporo: 1. Platz Staffel, 4. Platz 30 km klassisch Massenstart, 6. Platz 15 km Skiathlon, 18. Platz Sprint klassisch
- 2009 Liberec: 1. Platz Teamsprint klassisch, 1. Platz Staffel, 1. Platz 10 km klassisch, 3. Platz 15 km Skiathlon, 7. Platz 30 km Freistil Massenstart
- 2011 Oslo: 2. Platz Teamsprint klassisch, 3. Platz Staffel, 3. Platz 10 km klassisch, 8. Platz 15 km Skiathlon, 23. Platz 30 km Freistil Massenstart
- 2013 Val di Fiemme: 17. Platz 30 km klassisch Massenstart
- 2015 Falun: 3. Platz Staffel, 7. Platz 30 km klassisch Massenstart, 15. Platz 15 km Skiathlon, 18. Platz Sprint klassisch
- 2017 Lahti: 3. Platz Staffel, 5. Platz Teamsprint klassisch, 14. Platz 30 km Freistil Massenstart

## Platzierungen im Weltcup

### Weltcup-Statistik
Die Tabelle zeigt die erreichten Platzierungen im Einzelnen.
- 1.–3. Platz: Anzahl der Podiumsplatzierungen
- Top 10: Anzahl der Platzierungen unter den ersten zehn
- Punkteränge: Anzahl der Platzierungen innerhalb der Punkteränge
- Starts: Anzahl gelaufener Rennen in der jeweiligen Disziplin
- Hinweis: Bei den Distanzrennen erfolgt die Einordnung gemäß FIS.

| Platzierung         | Distanzrennen a | Distanzrennen a | Distanzrennen a | Distanzrennen a | Distanzrennen a | Skiathlon Verfolgung | Sprint | Etappen- rennen b | Gesamt | Team c | Team c  |
| Platzierung         | ≤ 5 km          | ≤ 10 km         | ≤ 15 km         | ≤ 30 km         | > 30 km         | Skiathlon Verfolgung | Sprint | Etappen- rennen b | Gesamt | Sprint | Staffel |
| ------------------- | --------------- | --------------- | --------------- | --------------- | --------------- | -------------------- | ------ | ----------------- | ------ | ------ | ------- |
| 1. Platz            |                 | 3               |                 | 1               |                 |                      |        |                   | 4      | 1      | 3       |
| 2. Platz            | 2               | 4               | 2               |                 |                 | 1                    | 6      | 1                 | 16     | 2      | 8       |
| 3. Platz            |                 | 6               | 1               | 1               |                 | 2                    | 5      |                   | 15     | 2      | 9       |
| Top 10              | 11              | 44              | 6               | 7               | 1               | 18                   | 43     | 7                 | 137    | 11     | 30      |
| Punkteränge         | 18              | 80              | 16              | 12              | 2               | 58                   | 105    | 19                | 310    | 13     | 31      |
| Starts              | 29              | 94              | 20              | 16              | 2               | 69                   | 124    | 22                | 376    | 13     | 31      |
| Stand: Karriereende |                 |                 |                 |                 |                 |                      |        |                   |        |        |         |

### Weltcup-Gesamtplatzierungen
| Saison    | Gesamt | Gesamt | Distanz | Distanz | Sprint | Sprint |
| Saison    | Punkte | Platz  | Punkte  | Platz   | Punkte | Platz  |
| --------- | ------ | ------ | ------- | ------- | ------ | ------ |
| 1999/2000 | 37     | 49.    | -       | -       | 37     | 31.    |
| 2000/01   | 117    | 28.    | -       | -       | 103    | 15.    |
| 2001/02   | 36     | 62.    | -       | -       | 12     | 53.    |
| 2002/03   | 169    | 27.    | -       | -       | 57     | 33.    |
| 2003/04   | 435    | 14.    | 230     | 16.     | 205    | 7.     |
| 2004/05   | 484    | 8.     | 227     | 17.     | 290    | 4.     |
| 2005/06   | 404    | 12.    | 242     | 13.     | 162    | 18.    |
| 2006/07   | 826    | 5.     | 441     | 3.      | 214    | 7.     |
| 2007/08   | 826    | 9.     | 456     | 8.      | 330    | 6.     |
| 2008/09   | 1465   | 3.     | 708     | 2.      | 407    | 5.     |
| 2009/10   | 1123   | 4.     | 466     | 6.      | 399    | 4.     |
| 2010/11   | 715    | 9.     | 446     | 7.      | 149    | 19.    |
| 2011/12   | 852    | 8.     | 488     | 8.      | 168    | 20.    |
| 2012/13   | 304    | 26.    | 220     | 21.     | 58     | 35.    |
| 2013/14   | 570    | 13.    | 331     | 8.      | 103    | 21.    |
| 2014/15   | 245    | 29.    | 135     | 28.     | 30     | 46.    |
| 2015/16   | –      | –      | –       | –       | –      | –      |
| 2016/17   | 311    | 24.    | 198     | 21.     | 33     | 41.    |
| 2017/18   | 293    | 22.    | 160     | 19.     | 53     | 38.    |

## Privates
2016 veröffentlichte Saarinen gemeinsam mit dem Autor Pekka Holopainen ihre Autobiografie unter dem Titel Tulin, näin ja voitin (dt. Ich kam, sah und gewann). Im gleichen Jahr war sie an der Aufdeckung des Dopings von Therese Johaug beteiligt. 2017 übernahm Saarinen die Schirmherrschaft für die Langlauf-Nachwuchswettkämpfe und -meisterschaften in Vierumäki.